# مانشستر يونايتد موسم 2013–14
كان موسم 2013–14 هو الموسم الثاني والعشرون لمانشستر يونايتد في الدوري الإنجليزي الممتاز، وموسمه التاسع والثلاثين على التوالي في الدوري الإنجليزي الممتاز لكرة القدم.
بدأ ديفيد مويس الموسم بصفته المدير الفني الجديد لمانشستر يونايتد خلفا للسير أليكس فيرغسون الذي تقاعد بعد ما يقرب من 27 عاما في المسؤولية. تم الإعلان عنه كمدير جديد للنادي قبل نهاية الموسم السابق، لكنه لم يتولى المنصب رسميًا حتى 1 يوليو 2013.
على الرغم من فوزه بدرع المجتمع، سرعان ما بدأ يونايتد يعاني في الدوري وتكبد بعضًا من أسوأ نتائجه منذ نهاية الثمانينيات. وفي يناير خرج يونايتد من كأس الاتحاد الإنجليزي في الدور الأول بخسارته أمام سوانزي سيتي وكذلك من الدور نصف النهائي لكأس الرابطة بعد خسارته بركلات الترجيح أمام سندرلاند
وكان أداء يونايتد أفضل في أوروبا، إذ تصدر مجموعته في مرحلة المجموعات. لقد تعرضوا للخوف عندما خسروا أمام أوليمبياكوس في مباراة الذهاب من دور الستة عشر، لكنهم تغلبوا على الخسارة في مباراة الإياب. وفي نهاية المطاف، خرج يونايتد من ربع النهائي في أبريل، بعد أن تغلب عليه حامل اللقب بايرن ميونخ بنتيجة 4–2 في مجموع المباراتين.
في 22 أبريل 2014، ومع بقاء أربع مباريات فقط على نهاية الموسم، أقيل مويس من منصبه كمدير فني، بعد أقل من عام واحد من انتهاء عقده الممتد لست سنوات. وكانت مباراته الأخيرة، قبل يومين، قد انتهت بالهزيمة 2–0 أمام ناديه القديم إيفرتون. تم تعيين المدرب واللاعب ريان غيغز البالغ من العمر 40 عامًا مسؤولاً عن المباريات المتبقية لمانشستر يونايتد، والتي حصدوا منها سبع نقاط. كان المركز السابع في الدوري هو أدنى مركز يحققه يونايتد منذ عام 1990، مما يعني أنهم فقدوا التأهل الأوروبي للمرة الأولى منذ 1989–90 (عندما كانت الأندية الإنجليزية لا تزال محظورة من المسابقات الأوروبية بسبب كارثة ملعب هيسل عام 1985). المرة الأخيرة التي فشل فيها يونايتد في التأهل إلى أوروبا خارج فترة حظر هيسل كانت في موسم 1980–81.
تم تأكيد المدرب الهولندي لويس فان خال كمدرب جديد لمانشستر يونايتد بعقد مدته ثلاث سنوات في 19 مايو 2014، مع تعيين جيجز مساعدًا له. وفي اليوم نفسه، أعلن جيجز اعتزاله اللعب بعد مسيرة امتدت لنحو 25 عاماً، خاض خلالها ما يقرب من 1000 مباراة تنافسية مع النادي وفاز بـ34 كأساً.